# Cadre-47/2-Europameisterschaft 1980

Logo CEB (ausrichtender Verband)

Veranstaltungsort: Vincennes

Die Cadre-47/2-Europameisterschaft 1980 war das 41. Turnier in dieser Disziplin des Karambolagebillards und fand vom 7. bis zum 10. Februar 1980 in Vincennes im Großraum Paris statt. Es war die neunte Cadre-47/2-Europameisterschaft in Frankreich.

## Geschichte
Wieder, und das bereits zum dritten Mal in Folge, hieß der Sieger bei der Cadre 47/2-EM Francis Connesson. Doch diesmal stand die Göttin Fortuna mehrmals im Turnier auf seiner Seite. In der letzten Partie gegen den Bochumer Klaus Hose brauchte Connesson unbedingt einen Sieg. Der Deutsche hatte in mehreren Phasen der Partie sehr viel Pech. Am Ende stand es 400:136 in sieben Aufnahmen für den Franzosen. Es war die einzige Niederlage für Hose. Ganz stark präsentierte sich der junge Niederländer Jos Bongers. In der Partie gegen den Franzosen Georges Bourezg beendete er die Partie in nur einer Aufnahme.

## Turniermodus
Hier wurde im Round Robin System bis 400 Punkte gespielt. Es wurde mit Nachstoß gespielt. Damit waren Unentschieden möglich.
Bei MP-Gleichstand wird in folgender Reihenfolge gewertet:
1. MP = Matchpunkte
2. GD = Generaldurchschnitt
3. HS = Höchstserie

## Abschlusstabelle
| MP    | Match Points (Sieger = 2; Unentschieden = 1; Verlierer = 0) |
| Pkte. | Erzielte Karambolagen                                       |
| Aufn. | Benötigte Versuche                                          |
| GD    | Generaldurchschnitt                                         |
| BED   | Bester Einzeldurchschnitt eines Spielers                    |
| HS    | Höchstserie                                                 |
|       | Bester GD des Turniers                                      |
|       | Bester ED des Turniers                                      |
|       | Beste HS des Turniers                                       |
|       | 1. Platz (Gold)                                             |
|       | 2. Platz (Silber)                                           |
|       | 3. Platz (Bronze)                                           |

| Platz                      | Name              | MP   | Pkte. | Aufn. | GD    | BED    | HS  |
| -------------------------- | ----------------- | ---- | ----- | ----- | ----- | ------ | --- |
| 1                          | Francis Connesson | 12:2 | 2750  | 34    | 80,88 | 200,00 | 365 |
| 2                          | Klaus Hose        | 11:3 | 2536  | 49    | 51,75 | 133,33 | 310 |
| 3                          | Jos Bongers       | 11:3 | 2482  | 51    | 48,66 | 400,00 | 400 |
| 4                          | Willy Wesenbeek   | 10:4 | 2625  | 53    | 49,52 | 200,00 | 400 |
| 5                          | Georges Bourezg   | 6:8  | 1839  | 46    | 39,97 | 57,14  | 237 |
| 6                          | Paul Couespel     | 3:11 | 1288  | 47    | 27,40 | 50,00  | 256 |
| 7                          | José Gálvez       | 2:12 | 1550  | 56    | 27,67 | 50,00  | 228 |
| 8                          | Johann Scherz     | 1:13 | 1359  | 60    | 22,65 | 50,00  | 161 |
| Turnierdurchschnitt: 41,48 |                   |      |       |       |       |        |     |